# Дан (фамилия)

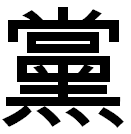
Традиционное написание

Дан ( dǎng ) — китайская фамилия. Значение иероглифа: партия.
Упрощённое написание: 党 (Ключ 10 + 8, сыцзяо: 9021).
Традиционное написание: 黨 (Ключ 203 + 8, сыцзяо: 9033) .

## Известные Дан
- Дан Куайъин (党怀英 , 1134－1211） — писатель и каллиграф эпохи Цзинь.

## Другое
- Иероглиф «дан» входит в слова Гоминьдан , КПК ( Чжунго Гунчандан ) др.